# 瓦尼勒达尔皮耶山
46°37′04″N 7°14′27″E / 46.617648°N 7.24084°E

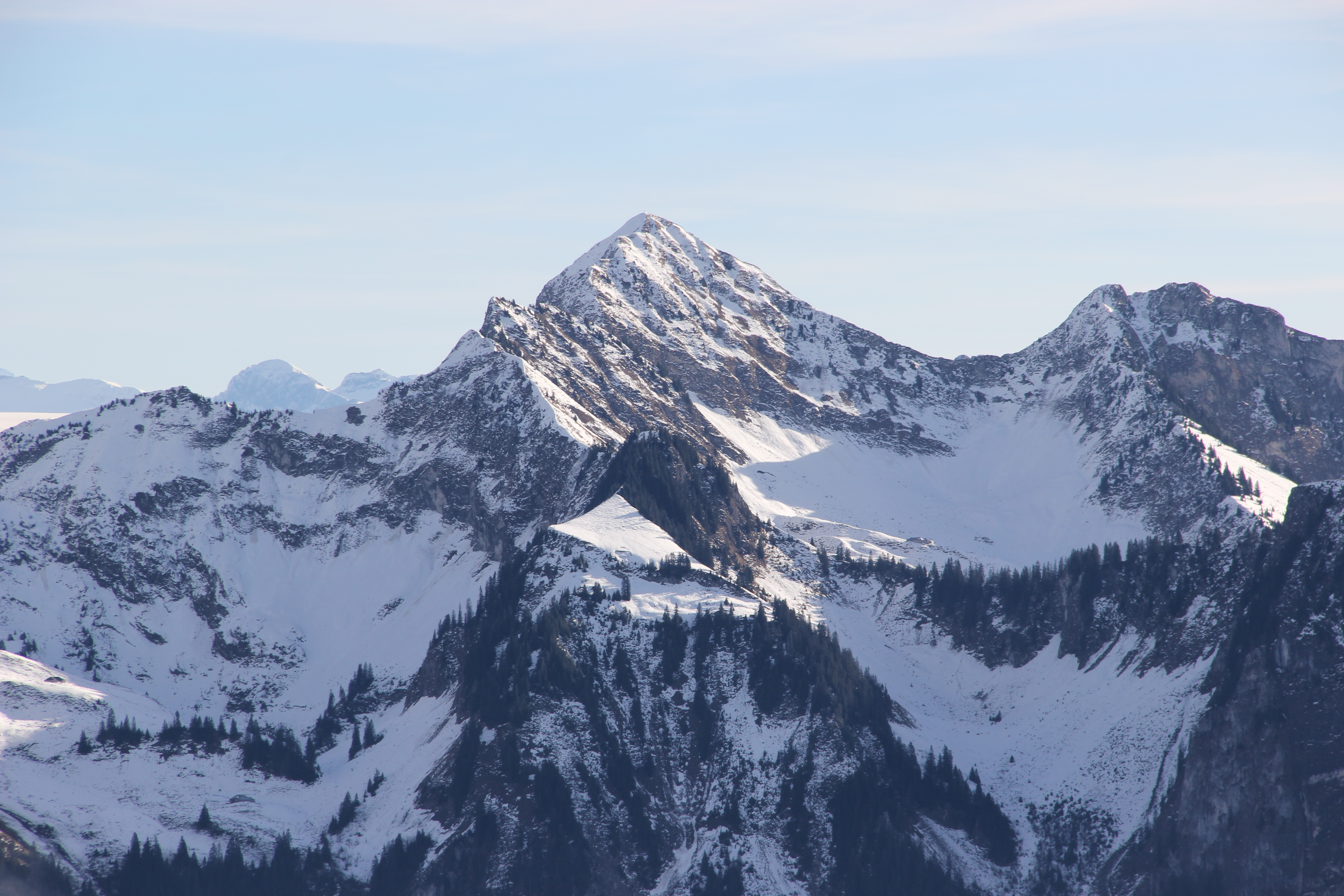

瓦尼勒達爾皮耶山（法語：Vanil d'Arpille）是瑞士弗里堡州的山峰，位於該國西部，屬於弗賴堡前阿爾卑斯山脈的一部分，海拔高度2,085米，每年平均降雨量1,471毫米。